# Catriona Morison

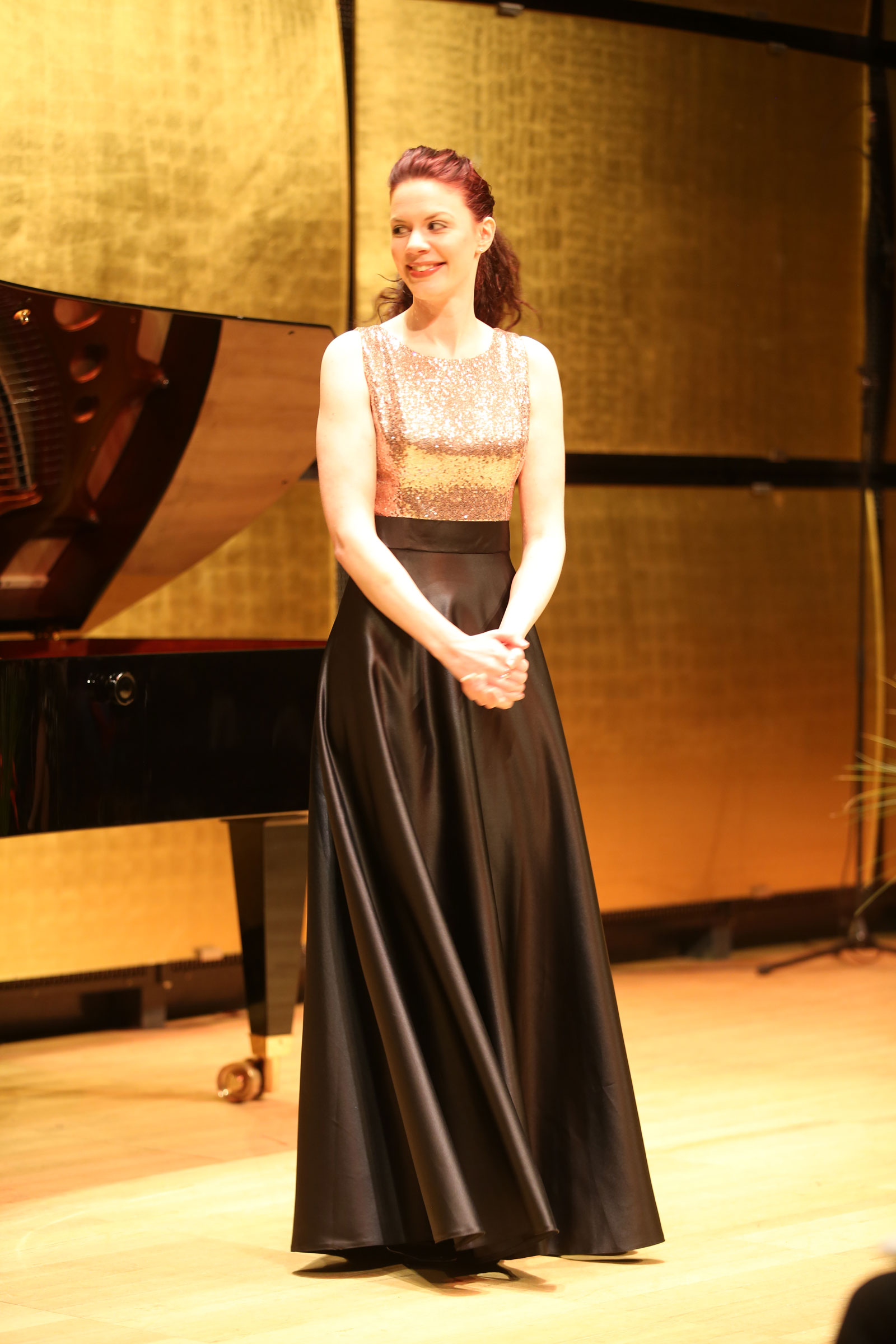
Catriona Morison (2015)

Catriona Morison (* 1986 in Edinburgh) ist eine schottische Mezzosopranistin.

## Leben
Die Tochter einer Musiklehrerin (Fiona) und eines Deutschlehrers (Alan) Morison wuchs in Barnton, einem Stadtteil von Edinburgh, auf. Sowohl sie als auch ihre Schwester spielten Geige und sangen als Jugendliche in Chören wie den Waverley Singers. Morison spielte in ihrer Jugend auch die Bratsche. Sie studierte Musik an der Royal Scottish Academy of Music and Drama (heute Royal Conservatoire of Scotland, RCS) und verbrachte ein Jahr in Berlin im Rahmen des Erasmus-Programms. An der Universität der Künste in Berlin wurde sie unter anderem von Julie Kaufmann unterrichtet.
Morison begann ihre professionelle Gesangskarriere in Deutschland zunächst mit einem Opernstudio in Weimar. Anschließend trat sie als Kompaniekünstlerin in die Oper in Wuppertal ein und gewann dort ein Festengagement.
Beim BBC-Cardiff-Singer-of-the-World-Wettbewerb 2017 war Morison die gemeinsame Gewinnerin des Song-Preises und die Gewinnerin des Hauptpreises, die erste britische Sängerin, der jemals den Hauptpreis gewann. Morison wurde für den geplanten Zeitraum 2017 bis 2019 Mitglied des BBC New Generation Artists-Programms. Ihr professionelles Song-Debüt gab sie im Januar 2018 in der Queen’s Hall in Edinburgh.
Im Oktober 2017 erhielt Morison eine Honorarprofessur von der RCS.